# آيت عمر (إمسوان)
آيت عمر هو دُوَّار يقع بجماعة إمسوان، عمالة أكادير إدا وتنان، جهة سوس ماسة في المملكة المغربية. ينتمي الدوّار لمشيخة إمسوان التي تضم 24 دوار. يقدر عدد سكانه بـ 532 نسمة حسب الإحصاء الرسمي للسكان والسكنى لسنة 2004.

## وصلات خارجية
- البوابة الوطنية للجماعات الترابية
- المندوبية السامية للتخطيط